# Vargem Alta
Vargem Alta là một đô thị thuộc bang Espírito Santo, Brasil. Đô thị này có diện tích 414,737 km², dân số năm 2007 là 20550 người, mật độ 49,5 người/km².